# Alexander Borissowitsch Roschal

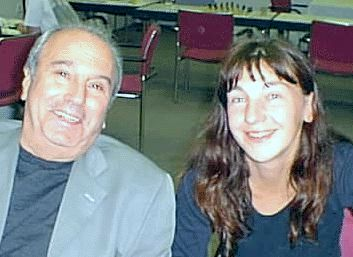
Alexander Roschal (2002 in Dortmund) und Anna Dergatschova-Daus

Alexander Borissowitsch Roschal (russisch Александр Борисович Рошаль, * 26. August 1936 in Moskau; † 21. Mai 2007 ebenda) war ein russischer Journalist, Schachspieler und -trainer.
Zusammen mit dem damaligen Schachweltmeister Tigran Petrosjan gründete Alexander Roschal im Jahr 1968 die wöchentlich erscheinende russische Schachzeitung 64, die jahrzehntelang zu den auflagenstärksten Schachperiodika zählte.
Roschal war jüdischer Herkunft. Sein Vater wurde vom Stalin-Regime unter anderem wegen sogenannter „zionistischer Aktivitäten“ hingerichtet. Seine Mutter erlitt das Schicksal der Verbannung. Als Sohn eines „Volksfeindes“ gelang es Roschal nur unter Schwierigkeiten, eine höhere Ausbildung zu durchlaufen und ein Journalistik-Studium abzuschließen.
Jahrelang galt er als landesweit führender Schachjournalist der Sowjetunion. Seit 1978 trat Roschal auch als Sonderkorrespondent der Nachrichtenagentur TASS und anderer sowjetischer Staatsmedien bei vielen internationalen Schachereignissen auf. Nach der Auflösung der Sowjetunion übernahm Roschal das Schachmagazin und verlegte es selbst. Im Jahr 1995 wurde infolge seiner Initiative von dieser Zeitschrift der Schach-Oscar wieder eingeführt.
Für seine Leistungen als Trainer wurde er 1967 mit dem Titel „Verdienter Trainer der Russischen Sozialistischen Föderativen Sowjetrepublik“ ausgezeichnet.

## Veröffentlichungen
- Mit Anatoli Karpow: Schach mit Karpov – Leben und Spiele des Weltmeisters. Mosaik-Verlag, München 1976, ISBN 3-570-05568-X.
- Mit Michail Tal und Viktor I. Schepisni: Montreal 1979. Pergamon Press, Oxford 1980, ISBN 0-08-024131-X.

## Referenzen
- Literatur von und über Alexander Borissowitsch Roschal im Katalog der Deutschen Nationalbibliothek
- ChessBase News: Alexander Roschal gestorben

| Personendaten    | Personendaten                          |
| ---------------- | -------------------------------------- |
| NAME             | Roschal, Alexander Borissowitsch       |
| ALTERNATIVNAMEN  | Рошаль, Александр Борисович (russisch) |
| KURZBESCHREIBUNG | russischer Schachjournalist            |
| GEBURTSDATUM     | 26. August 1936                        |
| GEBURTSORT       | Moskau                                 |
| STERBEDATUM      | 21. Mai 2007                           |
| STERBEORT        | Moskau                                 |